# Comtat de Sobrarb

Escut de l'Arbre de Sobrarbe
del llegendari Regne de Sobrarbe

El Comtat de Sobrarb va ser creat pels francs al final del s. VIII. Decennis després es va independitzar d'aquests i va formar part del Regne de Pamplona durant el regnat de Sanç III de Pamplona; aquest el donà en herència conjuntament amb el Comtat de Ribagorça al seu fill Gonçal I de Ribagorça, però en morir aquest sense descendència passà al seu germà, el rei Ramir I d'Aragó.

## Geografia
Al segle ix Sobrarb era més petit que avui i ocupava les valls de Fiscal, Broto, Bielsa i Gistau (en aragonès, Chistau; en castellà Gistain). Després es va expandir cap al nord i l'est, i avui es parla de Vell Sobrarb i Nou Sobrarb. El Sobrarb tradicional abasta l'espai entre el Cinca a l'est, la Serra de Olsón (que podia tenir el nom antic de Serra de Arbe) al sud, el Serrablo a l'oest, i la depressió de l'Ara al nord, ja que no inclou ni Aïnsa ni Boltanya.

## Història
L'estudi del comtat de Sobrarb és molt complex, atès l'escàs nombre de notícies que s'han transmès sobre la seva història. La seva frontera sud estigué delimitada per Probablement va estar dominat al començament del segle ix per Galí Belascotenes i el seu fill i successor García Galíndez «el Dolent». És possible que el primer comte aragonès independent Aznar Galíndez exercís també el seu poder al Sobrarb sota la protecció de l'Imperi Carolingi i que fos en aquest territori on García Galíndez «el Dolent» s'aixequés contra Aznar Galíndez. En qualsevol dels casos, és segur que la tutela dels francs sobre el Sobrarb va ser molt estreta. D'altra banda, a la zona oriental, la vall de Gistau va mantenir relacions amb el Comtat d'Urgell. L'expansió, doncs, del comtat de Sobrarb va ser molt tardana, i només durant el regnat de Sanç III de Pamplona «el Gran», es documenta l'existència d'un important monestir, el de Sant Victorià i la colonització llera avall de la vall del Cinca. En la divisió eclesiàstica el territori d'aquest antic comtat coincideix bé amb l'arxiprestat de Sobrarb.

## Llegenda
Una llegenda diu que Garcí Ximénez, un noble d'origen vascó, es va revoltar l'any 724 contra els àrabs en els territoris entre el Cinca i el Gállego. Abans de la batalla va aparèixer una creu vermella sobre una carrasca, i els cristians van guanyar. Des de llavors el territori va prendre el seu nom d'aquesta creu sobre l'arbre (en català "sobre arbre"), així com el seu escut d'armes. No obstant això hi ha una altra interpretació, menys probable atès que no es dona la coincidència fonètica ni gràfica amb l'escut, que diu que el nom Sobrarb deriva de la Serra d'Arbe.